# Giorgi Shkinin
Pas d'image ? Cliquez ici

a Compétitions nationales et continentales officielles uniquement.

b Matchs officiels uniquement.
Dernière mise à jour le 26 mai 2020.
Giorgi Shkinin (en géorgien : გიორგი შკინინ et phonétiquement en français : Guiorgui Chkinine), né le 7 mars 1983 à Tbilissi, est un joueur de rugby à XV géorgien. Il joue pour l'équipe de Géorgie et dans le club du RC Locomotive Tbilissi.

## Biographie
Il se fait connaître en réalisant une interception lors du match de la coupe du monde de rugby à XV 2007 opposant la Géorgie à l'Irlande (défaite 10-14), qui permit à la Géorgie de mener provisoirement au score.

## Carrière

### En club
{...}

### En équipe nationale
Il a obtenu sa première sélection lors d'un match face à la République Tchèque à l'occasion du Championnat européen des nations le 20 mars 2004.

## Palmarès

### En club
{...}

### En équipe nationale
- 30 sélections depuis 2004.
- 30 points (6 essais).

Participation à la coupe du monde:
- 2007: 3 sélections.